# Sport dans l'Égypte antique

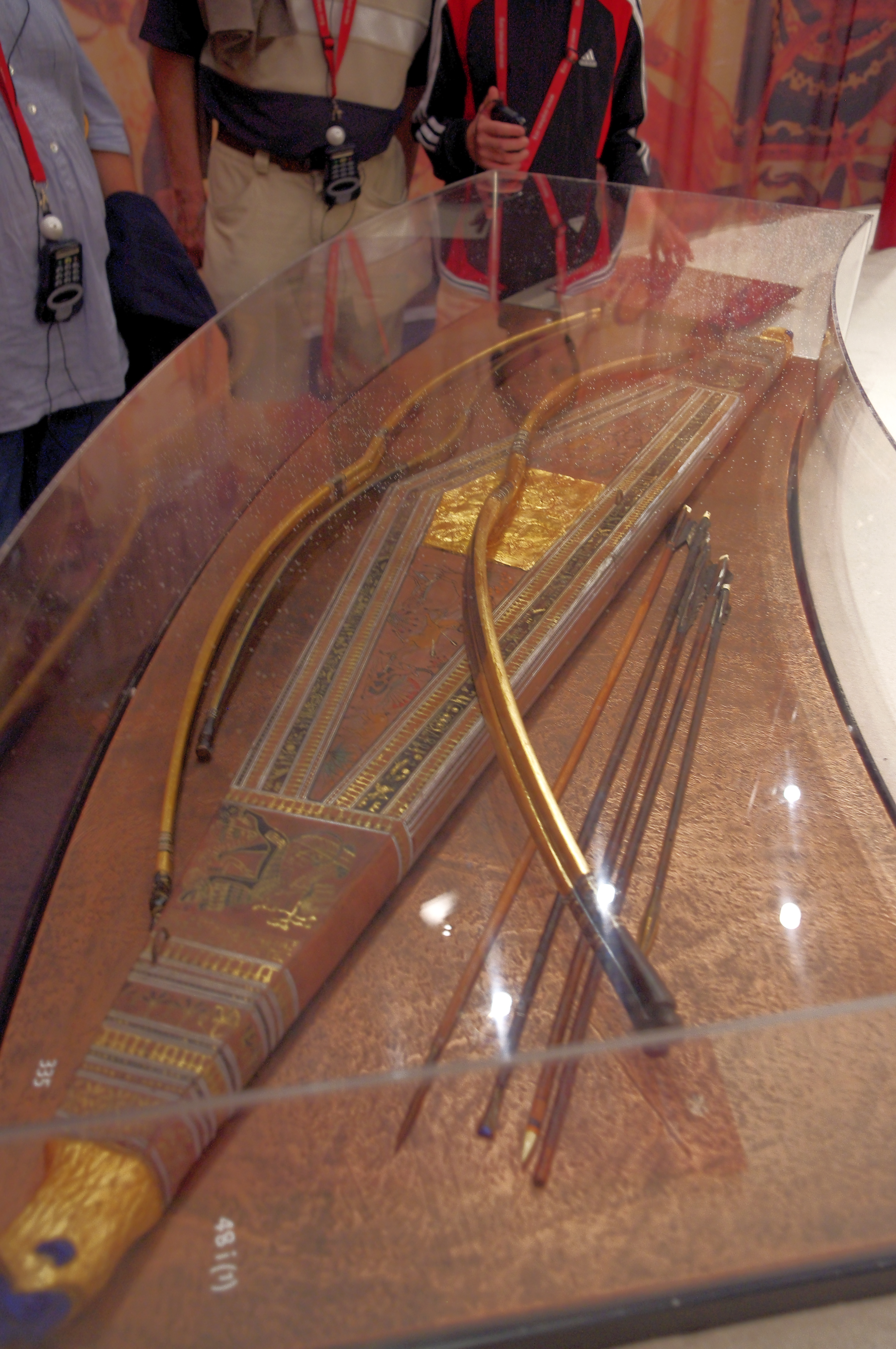
Arc et flèches trouvés dans le tombeau de Toutânkhamon.

Le sport dans l'Égypte antique occupait une part importante des loisirs des jeunes égyptiens de l'Antiquité, comme en témoignent de nombreux exemples (décorations des tombes, des vases, ostraca). Bien que certaines activités (notamment les activités martiales) soient plutôt réservées aux aristocrates, il semble que les gens de toutes classes s'adonnaient à une multitude de « sports ». Nous n'avons pas trace de compétitions de l'envergure des Jeux olympiques, mais des compétitions (au moins uni-disciplinaire) avaient bien lieu.
On peut assimiler certaines de ces activités sportives de l'époque à certains sports modernes bien qu'ils n'aient souvent que peu de chose en commun :
- Athlétisme : la course à pied est pratiquée. Une course de deux fois cinquante kilomètres entre Memphis et l'oasis du Fayoum et retour avait ainsi lieu sous la XXVe dynastie (VIIe siècle av. J.-C.). Les coureurs mettaient environ huit heures pour effectuer ce trajet ;
- Boxe : une source avérée, la tombe de Khérouef montrant six boxeurs en pagne en position de combat.
- Course de chars : les courses de chars sont pratiquées ;
- Assaut au bâton : ce sport de combat est très populaire dans l'Égypte antique. On trouve nombre de représentations de cette activité et plusieurs exemplaires de ces cannes de combat furent mises au jour dans le tombeau de Toutânkhamon ;
- Lutte : grand sport de l'Égypte antique, la lutte est attestée par de nombreuses représentations telles que les peintures de Benni-Hassan datant des XIe et XIIe dynasties (vers -2000), les reliefs de la chaussée de la pyramide de Sahouré (vers -2500) ou la tombe de Ptahhotep, à Saqqarah (vers -2350), ou encore dans les tombes de Khnoumhotep II et de Sésostris II ;
- Sports nautiques : Nil oblige, les sports nautiques étaient également pratiqués.
- Tir à l'arc : le sport par excellence à cette époque. Les archers visaient notamment des lingots de cuivre ;

Certains pharaons sont célèbres pour leurs exploits sportifs qui grandissaient leur aura et plus encore leur dimension divine, en particulier Amenhotep II. Dans La civilisation de l'Égypte antique (Arthaud 1965), François Daumas raconte que, jeune prince très athlétique, le futur pharaon était capable de bander son arc au point que les flèches « traversaient de part en part des saumons de cuivre épais de six centimètres ; les pointes dépassaient la cible de vingt centimètres ». Amateur de chevaux, il réalisait également des performances en attelage.
Les nobles pratiquaient la chasse pour se divertir. La plus périlleuse d'entre elles était la chasse à l'hippopotame. Pharaon chassait aussi le lion, le taureau sauvage, l'antilope : des bas-reliefs de Médinet-Habou représentent ainsi Ramsès III chassant sur son char.